# Angelo Abela
Angelo Abela (Southampton (Reino Unido), 9 de enero de 1962) es un director de televisión, guionista, actor y productor de televisión británica.

## Filmografía

### Director
| Año  | Título                                     |
| ---- | ------------------------------------------ |
| 1996 | Zig and Zag's Dirty Deeds                  |
| 1999 | Comin' Atcha!                              |
| 1999 | Mis padres son extraterrestres             |
| 2001 | The Mole                                   |
| 2002 | Sir Gadabout, the Worst Knight in the Land |
| 2003 | Star                                       |
| 2003 | Too Many Gods                              |
| 2004 | The Mysti Show                             |
| 2005 | Playing It Straight                        |
| 2006 | Haunted Homes                              |
| 2006 | Beauty and the geek                        |
| 2006 | It's Now or Never                          |
| 2006 | Jam                                        |
| 2007 | Tough Gig                                  |
| 2008 | Miss Naked Beauty                          |
| 2008 | When Women Ruled the World                 |
| 2009 | Life Bites                                 |
| 2009 | Jinx                                       |
| 2011 | House of Anubis                            |

### Guionista
| Año  | Título         |
| ---- | -------------- |
| 2004 | The Mysti Show |
| 2006 | Jam            |

### Actor
| Año  | Título             | Papel            |
| ---- | ------------------ | ---------------- |
| 1986 | Get Fresh          | The Vicious Boys |
| 1991 | Ghost Train        | Gerard           |
| 1994 | Birds of a Feather | Georgiou         |

### Productor
| Año  | Título        |
| ---- | ------------- |
| 1992 | TV Squash     |
| 2003 | Too Many Gods |